# NGC 3482
NGC 3482 је спирална галаксија у сазвежђу Једра која се налази на NGC листи објеката дубоког неба.
Деклинација објекта је - 46° 35' 3" а ректасцензија 10h 58m 34,2s. Привидна величина (магнитуда) објекта NGC 3482 износи 12,6 а фотографска магнитуда 13,5. NGC 3482 је још познат и под ознакама ESO 264-56, PGC 33025.